# 회덕 나들목
회덕 나들목(Hoedeok IC)은 대전광역시 대덕구 신대동에 설치될 예정인 경부고속도로와 갑천도시고속도로의 나들목이다.

## 연혁
- 2021년 5월 18일 : 2025년 12월 31일까지 회덕 나들목 설치공사를 위해 대전광역시 대덕구 신대동 800m 구간 도로구역 변경[1]
- 2022년 4월 20일 : 착공[2]

## 구조물 정보
- 위치 : 대전광역시 대덕구 신대동